# Goldene-Rosen-Synagoge (Lemberg)

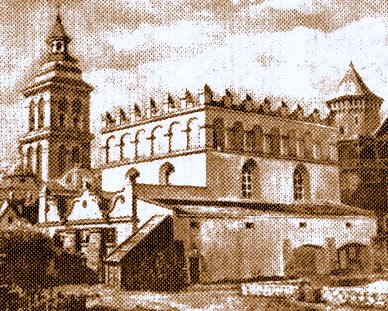
Die Synagoge

Die Goldene-Rosen-Synagoge war eine 1582 nach Plänen des Architekten Paolo Romano aus Tujetsch (Schweiz) in Lemberg in der Ukraine erbaute Synagoge. Sie wird teilweise auch TaZ-Synagoge oder Nachmanowicz-Synagoge genannt.

## Geschichte

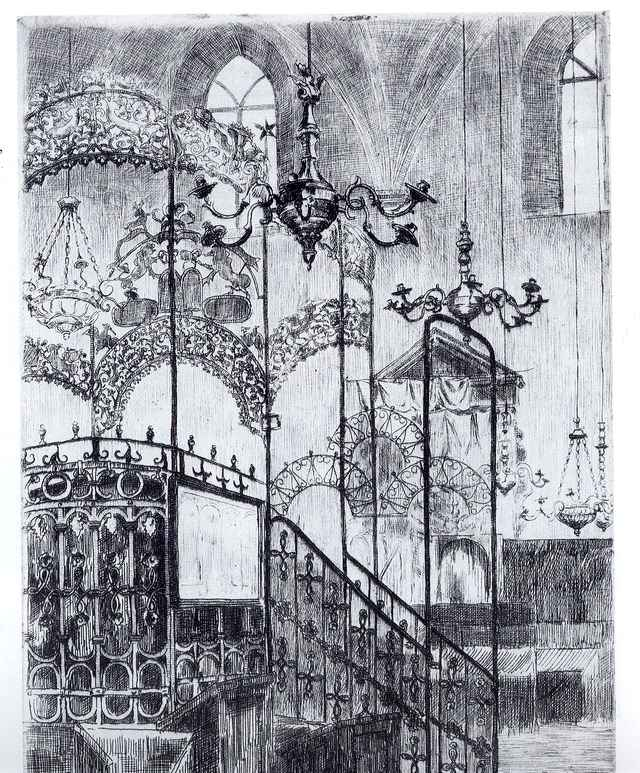
Innenraum (Ausschnitt): Links im Vordergrund die Bima rechts im Hintergrund der Aaron haKodesch

Die erste jüdische Stadtgemeinde Lembergs wird im 14. Jahrhundert erwähnt, wobei die jüdische Gemeinde unter dem persönlichen Schutz des polnischen Königs stand. Eine Ansiedlung einer jüdischen Vorstadtgemeinde in der Lemberger Vorstadt, die Krakau genannt wird, ist im Jahre 1352 urkundlich belegt. In dieser Vorstadtgemeinde existierte bis mindestens 1457 eine Gemeinde von Karäern. Die Vorstadtgemeinde bestand unabhängig von der Stadtgemeinde und hatte eigene Synagogen, Kult- und Wohltätigkeitseinrichtungen.
Eine Judenstraße in der Stadtgemeinde in Lemberg ist bereits im Jahre 1387 urkundlich belegt. Bis zur Mitte des 16. Jahrhunderts erlaubte der polnische König den Neubau und die Erweiterung von Synagogen. Danach setzte sich jedoch die römisch-katholische Kirchenbehörde durch, die die Einhaltung des kanonischen Rechts forderte. Demnach wurde der Synagogenneubau verboten.

### Neubau
Ein Gesetz von 1571 besagte, dass Grund und Boden, der einem Mitglied der jüdischen Gemeinde gehörte, enteignet werden konnte. Isaak ben Nachman oder Isaak Nachmanowitz besaß als Präsident des Rates für die Vier Länder und Bankier des Königs Stefan Batory Privilegien, wonach er von diesem Gesetz freigestellt wurde. Dadurch war es ihm möglich, Grund und Boden für einen Synagogenneubau zu kaufen. 1581 gestattete der König den Synagogenneubau. Obwohl der Erzbischof eine Erlaubnis für den Neubau verwehrte, wurde die Synagoge 1582 ohne Zustimmung der Kirche nach Plänen des Architekten Paolo Romano aus Tujetsch (Schweiz) fertiggestellt. Die große Halle war 10,90 m lang und 9,70 m breit und wurde durch ein Kreuzrippengewölbe überspannt, das in vier Felder gegliedert war. Ein Toraschrein im Stil der Renaissance, aus Kalkstein, befand sich an der Ostwand; die Bima (das Lesepult) stand im Zentrum der Halle. Das Gebäude wurde außen von einer Attika im Stil des Manierismus gekrönt.
Im Jahre 1587 kauften Isaak Nachmanowitz und seine Ehefrau ein weiteres Grundstück, um eine Vorhalle mit Eingang dort zu errichten. Die Vorhalle wurde unter ihrem Sohn Mordechai und dessen Frau Rosa erbaut. 1595 wurden ein Vestibül und eine Frauenempore in die Synagoge eingebaut. Die Jesuiten betrachteten die Synagoge aber als illegal und konnten die Synagoge enteignen. 1609 wurde sie wieder zurückgegeben.
Das Dach wurde im 18. Jahrhundert zwecks Ableitung des Regens als Pultdach umgestaltet.
Die jüdische Gemeinde vergrößerte sich, als Lemberg in den Jahren 1772 bis 1914 Hauptstadt des österreichischen Teils von Galizien war. Die neuen Gemeindemitglieder waren aber zumeist Chassiden, die ihre eigene Schtiblech bzw. Betstuben errichteten. Das erste Schtibl wurde schon 1820 errichtet. Bis 1838 gab es bereits sechs weitere Betsäle. 1869 existierten in Lemberg vierzehn Synagogen und etwa achtzig Schtiblech. 1939 zählte die jüdische Gemeinde zu Lemberg 109.500 Mitglieder. 1941 überfielen Wehrmacht-Truppen die Ukraine und die Synagoge wurde von den deutschen Besatzern zerstört. Im März des Jahres 1942 und im Januar des Jahres 1943 wurden etwa 97.000 Gemeindemitglieder ermordet. 

### Name
Eine Sage erzählt, dass dank der Schwiegertochter des Isaak ben Nachman die Synagoge im Jahre 1609 an die Gemeinde zurückgegeben wurde. Nach dieser Frau wurde die Synagoge „Goldene Rose“ genannt.
1611 konnte die Synagoge nach einer zwischenzeitlichen Enteignung durch die Jesuiten renoviert werden. David ben Samuel ha-Levi genannt TaZ (nach seinem Hauptwerk Sefer Turei Zahav) betete in der Synagoge in den Jahren 1657–1667. Daher heißt die Synagoge nicht nur „Goldene-Rosen-Synagoge“, sondern auch „TaZ-Synagoge“ oder auch „Nachmanowicz-Synagoge“ (nach Isaak ben Nachman). Ein „Lied der Übergabe“, das von Halevi komponiert und jedes Jahr zu Schabbat nach Purim gesungen wird, zieht Parallelen zwischen der Rückübereignung der Synagoge 1609 und der Befreiung des jüdischen Volkes aus der ägyptischen und babylonischen Gefangenschaft.